# Electronic Boutique
Electronic Boutique(EB, 본명: 심재현)은 펜타비전에서 사운드 프로듀서를 맡고 있는 대한민국의 게임 음악 작곡가이다. 실험 음악 레이블 "스퀘어레코드(SQUARE RECORDS)를 운영하였고, 본명으로 밴드 쏜애플의 베이시스트로서 활동하기도 했다.

## 주요 작품
- 디제이맥스 테크니카 Q / 2013 네오위즈 - VORTEX
- 디제이맥스 레이 / 2012 펜타비전/네오위즈 - Ztar Trek_RE Edit, Secret
- 디제이맥스 테크니카 2 / 2010 펜타비전 - Love is Beautiful, Puzzle
- 디제이맥스 테크니카 / 2008 펜타비전 - HEXAD
- 디제이맥스 트릴로지 / 2008 펜타비전 - Urban Night, A Lie ~ Deep Inside Mix ~
- 디제이맥스 포터블 2 / 2007 펜타비전 - Miles, DIVINE SERVICE, Negative Nature
- 디제이맥스 온라인 / 2004-2008 펜타비전 - School Someday, One Sided Love, Vanish Lady
- O2JAM / 2002-2004 오투미디어